# 斯韦特兰娜·马克西莫娃
斯韦特兰娜·维克托罗芙娜·马克西莫娃（羅馬化：Svetlana Viktorovna Maksimova；1961年7月16日—）是俄罗斯政治人物，第六届和第七届国家杜马议员。

## 立法活动
2011年至2019年，在担任第六届和第七届国家杜马代表期间，她与人共同起草了36项立法倡议和联邦法律草案修正案。.
2021年，她提议对拥有菜园和别墅的俄罗斯人按照与农民相同的标准征税。